# Motor síncron

Esquema d'un motor síncron.

Un motor síncron és un tipus de motor de corrent altern. La seva velocitat de gir és constant i depèn de la freqüència de la tensió de la xarxa elèctrica a la qual està connectat i del nombre de parells de pols del motor; aquesta velocitat es coneix com a "velocitat de sincronisme".
Els motors síncrons funcionen de forma molt similar a un alternador. Dins de la família dels motors síncrons es distingeixen:
- Els motors síncrons
- Els motors asíncrons sincronitzats
- Els motors d'imant permanent

Els motors síncrons són anomenats així perquè la velocitat del rotor i la velocitat del camp magnètic de l'estator són iguals. S'utilitzen en màquines grans que tenen una càrrega variable i necessiten una velocitat constant.

## Càlcul de la velocitat de gir
L'expressió matemàtica que relaciona la velocitat de la màquina amb els paràmetres esmentats és la següent:
{\displaystyle N={\frac {60\cdot f}{P}}={\frac {120\cdot f}{p}}}
on:
- f: freqüència de la xarxa a la qual està connectada la màquina (Hz)
- P: nombre de parells de pols que té la màquina
- p: nombre de pols que té la màquina
- n: velocitat de sincronisme de la màquina (rpm)

Per exemple, si es té una màquina de quatre pols (2 parells de pols) connectada a una xarxa de 50 Hz, la màquina opera a 1.500 revolucions per minut.

## Arrencada d'un motor trifàsic síncron
Hi ha quatre tipus d'arrencades diferents per a aquest tipus de motor:
- Com un motor asíncron.
- Com un motor asíncron, però sincronitzat.
- Utilitzant un motor secundari o auxiliar per a l'arrencada.
- Com un motor asíncron, usant un tipus d'atropellament diferent: durà uns anells lliscants que connectaran la roda polar del motor amb l'arrencador.

## Frenada d'un motor trifàsic síncron
Com a regla general, la velocitat desitjada d'aquest tipus de motor s'ajusta mitjançant un reòstat. El motor síncron, quan arribi al parell crític, s'aturarà, però aquesta no és la forma més ortodoxa de frenar-lo. El parell crític s'aconsegueix quan la càrrega assignada al motor supera el parell del motor. Això provoca un sobreescalfament que pot danyar el motor. La millor manera de fer-ho, és anar variant la càrrega fins que la intensitat absorbida de la xarxa sigui la menor possible, i llavors desconnectar el motor.
Una altra forma de fer-ho, i la més habitual, és regulant el reòstat variant la intensitat, de tal manera que es pugui desconnectar el motor sense cap risc.